# Кенсингтон (город, Миннесота)
Кенсингтон (англ. Kensington) — город в округе Дуглас, штат Миннесота, США. На площади 0,7 км² (0,7 км² — суша, водоёмов нет), согласно переписи 2002 года, проживают 286 человек. Плотность населения составляет 422,3 чел./км².
- Телефонный код города — 320
- Почтовый индекс — 56343
- FIPS-код города — 27-32768[1]
- GNIS-идентификатор — 0646106[2]